# КООМЕТ

Региональные метрологические организации

Региональная метрологическая организация КООМЕТ (КООМЕТ — кооперация в метрологии) была создана 12 июня 1991 года по инициативе метрологов Болгарии, Польши, Румынии, СССР и Чехословакии. В этот день был подписан меморандум о взаимопонимании.
После распада СССР число членов организации увеличилось до 19 благодаря 15 республикам бывшего СССР.
В 2000 году организация была официально переименована в Евро-Азиатское сотрудничество государственных метрологических учреждений.
Высшим органом КООМЕТ является Комитет КООМЕТ, в состав которого входят представители всех стран — участниц. Деятельность КООМЕТ координирует Совет Президента, состоящий из президента, четырёх Вице-президентов и Руководителя Секретариата.
Члены комитета КООМЕТ избирают Президента сроком на три года, который назначает Вице-президентов.
Официальными языками, на которых ведутся заседания органов КООМЕТ и составляются документы, являются русский и английский.
КООМЕТ не имеет собственных финансовых средств.
Решения КООМЕТ носят рекомендательный характер.
12 технических комитетов КООМЕТ проводят научную работу по всем областям измерений. Кроме того, в КООМЕТ есть технический комитет по законодательной метрологии, информации и обучению, а также по менеджменту качества. Новый технический комитет по совместным научным исследованиям создан с целью решения задач, связанных с новыми технологиями.

## Страны — члены КООМЕТ
По состоянию на 2025 год, членами КООМЕТ являются метрологические учреждения стран:
- Армения
- Азербайджан
- Беларусь
- Босния и Герцеговина (ассоциированный член)
- Болгария (также член ЕВРОМЕТ)
- Германия (ассоциированный член, также член ЕВРОМЕТ)
- Грузия
- Казахстан
- Китай (ассоциированный член)
- Кыргызстан
- Куба (ассоциированный член)
- Молдова
- Россия
- Словакия (также член ЕВРОМЕТ)
- Таджикистан
- Турция (ассоциированный член)
- Узбекистан

## Цели КООМЕТ
- содействие эффективному решению вопросов единообразия мер, единства измерений и требуемой точности их результатов;
- содействие развитию сотрудничества национальных экономик и устранению технических барьеров в международной торговле;
- сближение деятельности метрологических служб евро-азиатских стран с деятельностью аналогичных служб других регионов.

## Тематические области сотрудничества КООМЕТ
- Акустика, ультразвук, вибрация;
- Электричество и магнетизм;
- Расходометрия;
- Ионизирующие излучения и радиоактивность;
- Длина и угол;
- Масса и связанные с ней величины;
- Фотометрия и радиометрия;
- Физико-химия;
- Термометрия и теплофизика;
- Время и частота;
- Стандартные образцы;
- Общие вопросы измерений (общая метрология);
- Законодательная метрология;
- Системы менеджмента качества;
- Информация и информационные технологии;
- Обучение и повышение квалификации.

КООМЕТ сотрудничает с другими региональными метрологическими организациями:
- Европейская ассоциация национальных метрологических институтов (EURAMET);
- Европейское сотрудничество в области законодательной метрологии (WELMEC);
- Европейское сотрудничество по аккредитации (EA);
- Азиатско-Тихоокеанская метрологическая программа (APMP);
- Азиатско-Тихоокеанский форум по законодательной метрологии (APLMF);
- Азиатско-Тихоокеанское сотрудничество по аккредитации (APLAC);
- Национальная конференция метрологических лабораторий International (NCSLI);
- Научно-техническая комиссия по метрологии (НТКМетр) Межгосударственного Совета по стандартизации, метрологии и сертификации (МГС);
- Внутриафриканская метрологическая система (AFRIMETS);
- Межамериканская метрологическая система (SIM)

и др.